# Miss International 1982
Miss International 1982, de 22e editie van de Miss International-schoonheidswedstrijd, werd gewonnen door Christie Claridge uit de Verenigde Staten als Miss American Beauty.

## Resultaten
| Resultaat               | Deelnemer |
| ----------------------- | --- |
| Miss International 1982 | - Verenigde Staten – Christie Ellen Claridge |
| Tweede plaats           | - Brazilië – Maria del Carmen Aques Vicente |
| Derde plaats            | - Oostenrijk – Annette Schneider |
| Halvefinalisten         | - Australië – Lou-Anne Ronchi - België – Mimi Dufour - Colombia – Adriana Rumié Gomes-Cásseres - Engeland – Anne Marie Jackson - Finland – Aino Johanna Kristiina Summa - Verenigde Staten – Rose Marie Freeman - Ierland – Martina Mary Meredith - Israël – Nava Hazgov - Italië – Antonella Cracchi - Mexico – Norma Méndez - Thailand – Kanda Thae-chaprateep - Wales – Caroline Williams |

### Speciale prijzen
- Beste Nationaal Kostuum:  Portugal - Helena Sofia Sousa Botelho
- Fotogeniek:  Verenigde Staten - Christie Claridge
- Vriendschap:  Guam - Donna Lee Harmon[1]